# Giro con el freno de mano

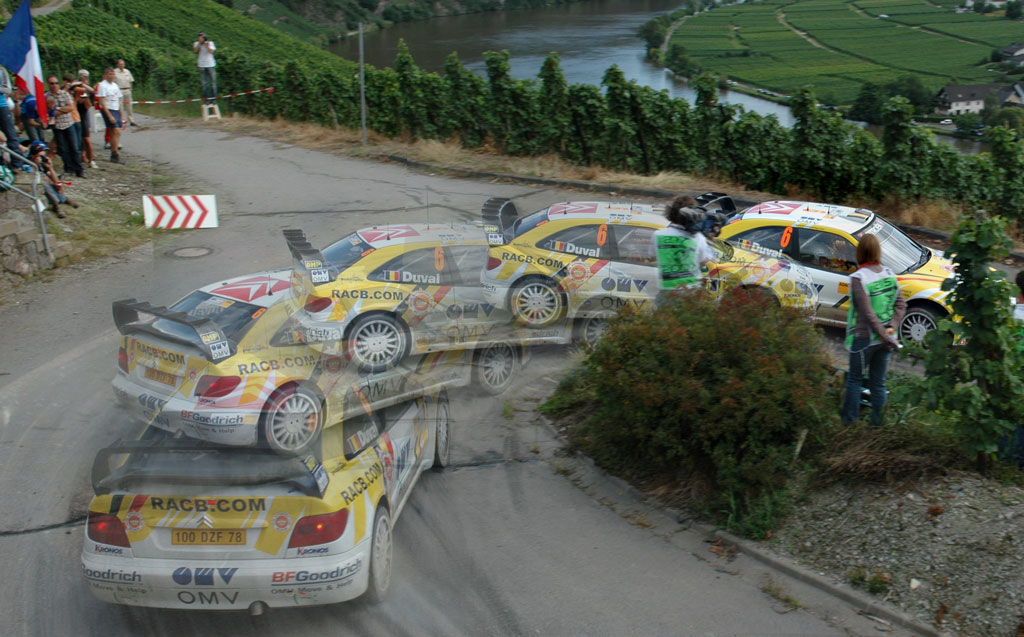
François Duval realizando un giro con el freno de mano con su Citroën Xsara WRC durante el Rallye de Alemania 2007

El giro con el freno de mano (también conocido como giro del contrabandista) es una técnica de conducción que se utiliza para deslizar deliberadamente un automóvil hacia los lados, ya sea con el fin de tomar rápidamente una curva muy cerrada o para girar dentro del diámetro de giro del vehículo.

## Técnica
El conductor comienza usando la dirección para transferir peso a los neumáticos exteriores; el freno de mano se utiliza entonces para bloquear las ruedas traseras, alterando así la adherencia entre los neumáticos y la superficie de la carretera. Con práctica, se puede colocar el coche con precisión soltando el freno de mano y acelerando el vehículo. La técnica se utiliza en algunos deportes de motor, por ejemplo en el rally, pruebas de automóvil, drifting o yincana.
En un vehículo de transmisión manual con tracción trasera, también es necesario accionar el embrague para evitar que el freno de mano cale el motor.

## Fuerzas físicas
En un giro normal, las ruedas traseras siguen a las delanteras porque la resistencia al movimiento en dirección hacia adelante (en la que giran las ruedas) es significativamente menor que en dirección lateral. Este último proporciona la fuerza centrípeta que hace que la parte trasera del coche siga el giro. Cuando el conductor bloquea las ruedas traseras con el freno de mano, ambas direcciones ofrecen la misma resistencia, por lo que la parte trasera tiende a seguir moviéndose en la dirección existente (debido a la inercia) y, por lo tanto, se desliza hacia afuera.

## Método de empleo
Los giros con freno de mano son principalmente una técnica utilizada para realizar curvas cerradas en los deportes de motor, pero también se pueden utilizar en otras aplicaciones, como acrobacias o conducción de persecución.
En exhibiciones acrobáticas, el estacionamiento en paralelo se puede realizar con un solo movimiento usando el freno de mano. Esta técnica es muy habitual en exposiciones de automóviles, demostrando la agilidad del vehículo y el control del conductor.
En conducción de persecución, la técnica se puede utilizar para girar el coche en el ancho de dos carriles, sin utilizar una maniobra de tres puntos (ver giro del contrabandista), por ejemplo, para desconcertar a un perseguidor. También se puede utilizar para sortear rápidamente curvas cerradas.
El giro con el freno de mano se ha llamado coloquialmente giro del contrabandista en los EE. UU., ya que se informó que lo usaban los contrabandistas que transportaban bebidas alcohólicas fabricadas ilegalmente mientras escapaban del Servicio de Impuestos Internos de los Estados Unidos.
Otros usos indebidos, lo realizan los jóvenes intentando emular estas maniobras en la vía pública para presumir ante sus amigos.

## Drifting, derrapes y rally
Mientras que tirar del freno de mano es la forma más fácil de iniciar un derrape, rara vez se utiliza en las carreras de circuito, ya que provoca una pérdida significativa de velocidad a la salida de la curva. Los corredores usan el freno de mano para girar solo para sortear curvas cerradas de 180 grados que de otro modo requerirían un giro de tres puntos.
Los giros con freno de mano son más comunes en rally para tomar curvas cerradas y de baja velocidad, así como técnica para realizar maniobras y acrobacias.

## Peligros
El giro con el freno de mano no es recomendable para conductores de carreras novatos, ya que tirar del freno de mano con muy poca o demasiada fuerza no bloqueará las ruedas correctamente, lo que hará que el vehículo no tome la curva correctamente.
Al igual que otros métodos para iniciar un derrape, el giro del freno de mano supone un grave riesgo de que el vehículo vuelque, y se debe tener precaución al realizar la maniobra con un vehículo con un centro de gravedad alto (como un SUV). El peligro básico reside en una mala apreciación del entorno, que puede hacer que el vehículo que se desliza choque contra un obstáculo (un bordillo, otro vehículo, una barandilla o un árbol), o una mala apreciación de la velocidad, que hace que el vehículo se salga de la carretera en lugar de deslizarse, o soltar el freno de mano cuando el vehículo se mueve lateralmente para que todas las fuerzas de los neumáticos sean laterales.